# 2050: 벼랑 끝 인류
《2050: 벼랑 끝 인류》(영어: Extrapolations)는 애플 TV+에서 2023년 3월부터 방영된 미국의 옴니버스 드라마로, 기후 위기를 소재로 한 근미래 배경 작품이다.